# Цусмарсхаузен
Цусмарсхаузен (њем. Zusmarshausen) град је у њемачкој савезној држави Баварска. Једно је од 46 општинских средишта округа Аугсбург. Према процјени из 2010. у граду је живјело 6.163 становника. Посједује регионалну шифру (AGS) 9772223.

## Географски и демографски подаци
Цусмарсхаузен се налази у савезној држави Баварска у округу Аугсбург. Град се налази на надморској висини од 466 метара. Површина општине износи 68,8 km². У самом граду је, према процјени из 2010. године, живјело 6.163 становника. Просјечна густина становништва износи 90 становника/km².